# Har Kišor
Har Kišor (hebrejsky: הר כישור) je vrch o nadmořské výšce 741 metrů v severním Izraeli, v Horní Galileji.
Nachází se v západní části města Kisra-Sumej, respektive jeho místní části Kisra. Má podobu nevýrazného odlesněného návrší, jehož svahy převážně zabírá zastavěné území Kisry. Z jižních úbočí stéká vádí Nachal Kišor. Dál k jihu pak protéká vádí Nachal Bejt ha-Emek a za ním již leží hrana mohutného terénního zlomu Matlul Curim s výškovým rozdílem přes 400 metrů, jenž odděluje náhorní planinu Horní Galileje od údolí Bejt ha-Kerem. V bližším okolí Har Kišor se nachází několik podobných pahorků. Na východním okraji Kisry je to Har Pelech, dál na východ ještě Tel Charašim. Severozápadně od Har Kišor terén přechází do náhorní plošiny, na níž stojí průmyslová zóna Tefen. Její severní okraj ale lemuje turisticky využívaný lesní komplex.